# ラボリー地区
ラボリー地区（英語: Laborie District）は、セントルシアの地区のひとつ。首府はラボリー。

## 隣接行政区画
- ショゼール地区
- スフレ地区
- ミクッド地区
- ビュー・フォート地区